# Detlef Sendzik

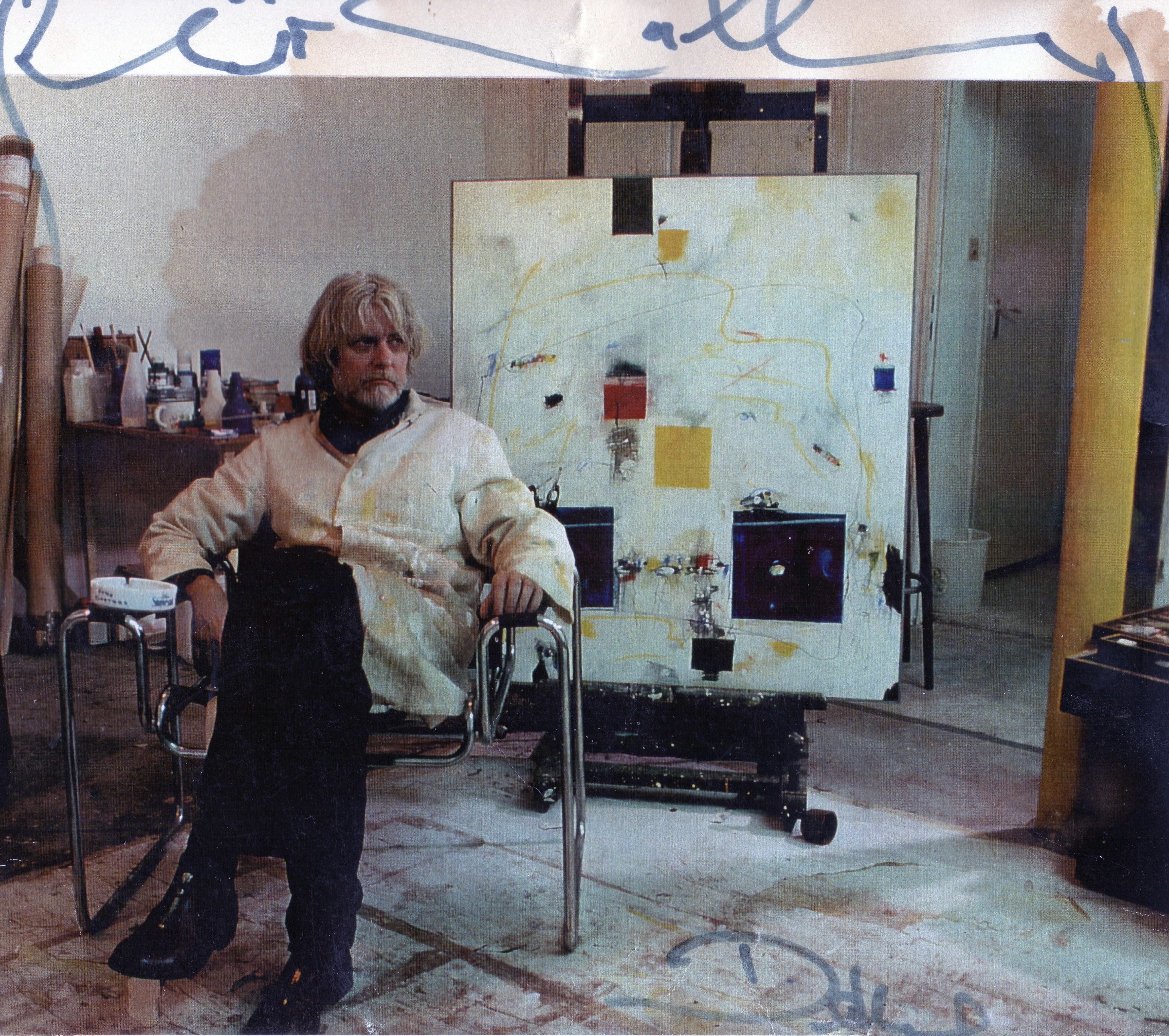
Detlef Sendzik mit seinem Werk Kaliko, betitelt nach seinem Stammlokal unterhalb seines Ateliers, 1997

Detlef Sendzik (* 1946 in Braunschweig; † 2013 in Frankfurt am Main) war ein deutscher Maler, der vor allem für seine Werke im Bereich der abstrakten Malerei bekannt ist.

## Leben und Werk
Seit seiner Jugendzeit in Braunschweig beschäftigte er sich mit Malerei. Parallel dazu hatte er in verschiedenen Rockbands gespielt und Bühnenbilder für eine Frankfurter Theatergruppe geschaffen. Er war Dozent an der Frankfurter Kunstschule im Westend und begründete im Jahr 1991 die Künstlergruppe „DREI ART FRANKFURT“, die nicht nur gemeinsame Ausstellungen organisiert, sondern auch regelmäßig einen großformatigen Jahreskalender herausgibt.
Sendzik lebte viele Jahre in Frankfurt. Sein Atelier hatte er oberhalb des Restaurants Kaliko in der Darmstädter Landstraße 3 im Stadtteil Sachsenhausen, in dem er den Großteil seiner Werke schuf.

## Malstil
Seine Arbeiten zeichnen sich durch die Verwendung kräftiger Farben, dynamischer Kompositionen und oft einer Kombination aus Malerei und Zeichnung aus. Seine in Acryl mit Bleistift auf Leinwand geschaffenen Gemälde lassen sich dem Abstrakten Expressionismus zuordnen. Diese Stilrichtung ist bekannt für ihre spontane und gestische Anwendung von Farbe sowie den Fokus auf abstrakte Formen und Linien, oft ohne klare, erkennbare Motive. In Sendziks Bildern erkennt man die charakteristischen Merkmale dieser Bewegung, wie das Spiel mit Formen, Farben und Linien, die eine dynamische, oft chaotisch anmutende Komposition schaffen.
Die frühen, gegenständlichen Arbeiten Sendziks zeugen schon von seinem ausgeprägten Zeichentalent. Der Drang zur Abstraktion setzte erst zu dem Zeitpunkt ein, an dem er danach strebte, Musik in Malerei umzusetzen. Sendzik war der Auffassung, dass abstrakte Malerei ohne gründliche Kenntnis in der Farben- und Formenlehre nicht möglich sei. „Ein Fleck“, so das Credo des Künstlers, „hat nur dann eine Funktion für das Gemälde, wenn er sich in die Konzeption einfügt, ist das nicht der Fall, zerstört er die Komposition.“
Sendzik nutzte häufig Mischtechniken, bei denen er sowohl malerische als auch zeichnerische Elemente einsetzte, was seinen Bildern eine besondere Tiefe und Struktur verleiht. Seine Werke sind oft geprägt von einer intensiven Auseinandersetzung mit Form und Farbe, wobei er abstrakte Elemente bevorzugte und auf figurative Darstellungen weitgehend verzichtete. Die Bleistiftlinien, die in seinem Werk zu finden sind, unterstreichen häufig den spontanen und experimentellen Charakter seiner Arbeit, was seine Kunst besonders ausdrucksstark und einzigartig macht. Sie stehen im Kontrast zu den kräftigen Farben und markanten Formen, was die Komplexität der Komposition erhöht. Als Gegenstück zur expressiven Anwendung von Farbe fügen diese feinen Linien eine subtilere, kontrolliertere Dimension hinzu und verleihen seinen Bildern Tiefe und eine Art Gerüst.
Wichtig war Sendzik das Zusammenspiel zwischen Ordnung und Chaos, zwischen geplanter Aktion und Spontaneität. In der Regel sind Sendziks Gemälde alle nach dem Prinzip des Zusammenspiels aufgebaut. Kennzeichnend sind die Grundfarben Gelb, Rot und Blau, die in unterschiedlichen Formaten in fast allen neueren Arbeiten zu finden sind. Diese Grundfarben sind Ausgangsthemen und freie Variationen. Einen engen Zusammenhang zwischen der Musik und der Malerei stellte der Künstler auch bei seinen Malaktionen her. Die Malaktionen Sendziks stehen unter dem Aspekt der gegenseitigen Inspiration. Wie der Maler durch die Klänge wird der Musiker von den Farben und Gesten des Malers inspiriert. Bei Sendzik ist das Entscheidende der abgeschlossene Werkcharakter. Ihm ging es nicht um die Performance als solche, sondern darum, Bilder zu schaffen, die aus sich selbst heraus anstoßen und vor den Augen des Betrachters Bestand haben. Dies gelang ihm, weil seine Werke formale Substanz und somit Dauercharakter haben.
Neuere Bilder, die 1999 auf der Art Innsbruck zu sehen waren, unterschieden sich von den bisherigen Gemälden durch einige bemerkenswerte Varianten. Die Farbe wurde sparsamer und konzentrierter eingesetzt. Auf kalligraphische Züge, die die Arbeiten der späten 1980er Jahre kennzeichneten, verzichtete er vollkommen. Die Grundierung tritt deutlicher hervor und übernimmt innerhalb der Komposition eine eigenständige Funktion.

## Ausstellungen
Arbeiten von Sendzik waren seit den frühen 1980er Jahren in vielen Galerien und auf Kunstmessen zu sehen. Er wurde in Frankfurt und im Frankfurter Raum, in New York, Luxemburg und München präsentiert. Neue Arbeiten wurden 1999 am Stand der Münchner Gemäldegalerie Mörtl auf der Art Innsbruck gezeigt. Im November 1999 fand eine große Sendzik-Ausstellung in der Galerie Vinizki, München, statt.
Exemplarische Ausstellungen:
- Galerie Mandos-Feldmann
- München, Galerie Vinizki, 1999
- Art Innsbruck, 1999